# Чаев, Александр Юрьевич
Алекса́ндр Ю́рьевич Ча́ев (род. 17 марта 1962 год, Воронеж) — советский пловец вольным стилем, серебряный призёр Олимпийских игр 1980 года, заслуженный мастер спорта (2008).

## Спортивная карьера
Наивысшего достижения Александр Чаев добился на Олимпийских играх в Москве в 1980 году, став серебряным призёром в плавании на дистанции 1500 м вольным стилем, уступив только Владимиру Сальникову, установившему мировой рекорд. Тренер — И. М. Кошкин.
Чемпион Европы 1981 года в эстафете 4×200 м вольным стилем. 
Чемпион СССР (1982).
Победитель всемирных универсиад (1979, 1981).
После завершения спортивной карьеры окончил ГДОИФК им. П. Ф. Лесгафта (1985), работал тренером в СДЮШОР «Экран».